# Dasychira perissa
Dasychira perissa är en fjärilsart som beskrevs av Collenette 1959. Dasychira perissa ingår i släktet Dasychira och familjen tofsspinnare. Inga underarter finns listade i Catalogue of Life.